# Liste des WWE World Tag Team Champions
Ne pas confondre avec la Liste des WWE World Tag Team Champions (1971-2010).
Cette page est une Liste des WWE World Tag Team Championship par ordre chronologique. Au catch, les WWE World Tag Team Championship (aussi appelés auparavant WWE Unified Tag Team Championship) sont des titres par équipes.
Lorsqu'ils s'appelaient WWE Unified Tag Team Championship, il s'agissait d'une désignation pour deux titres lorsqu'ils étaient tous les deux possédés par la même équipe : les WWE World Tag Team Championship et les WWE Tag Team Championship.
Le 16 août 2010, les deux titres changeait de design pour être remplacés par deux ceintures (auparavant 4) : les WWE Tag Team Championship.
Le 5 septembre 2016, les deux titres changent de nom pour devenir les WWE RAW Tag Team Championship.
Le 15 avril 2024, les deux titres changent de nom pour devenir les WWE World Tag Team Championship.
Les champions actuels sont The Judgment Day (Finn Bálor et JD McDonagh).

## Historique du titre

### Noms
| Nom                                  | Période                            |
| ------------------------------------ | ---------------------------------- |
| WWE Tag Team Championship            | 20 octobre 2002 – 5 septembre 2016 |
| Unified WWE Tag Team Championship    | 5 avril 2009 – 16 août 2010        |
| WWE Raw Tag Team Championship        | 5 septembre 2016 – 15 avril 2024   |
| Undisputed WWE Tag Team Championship | 20 mai 2022 - 6 avril 2024         |
| WWE World Tag Team Championship      | 15 avril 2024 –                    |

### Règnes
| #                             | Champions                                                        | Règne     | Date              | Durée (en jours) | Lieu                                  | Événement                              | Notes | Réf.      |
| SmackDown                     | SmackDown                                                        | SmackDown | SmackDown         | SmackDown        | SmackDown                             | SmackDown                              | SmackDown | SmackDown |
| ----------------------------- | ---------------------------------------------------------------- | --------- | ----------------- | ---------------- | ------------------------------------- | -------------------------------------- | --- | --------- |
| 1                             | Kurt Angle et Chris Benoit                                       | 1         | 20 octobre 2002   | 16               | North Little Rock (Arkansas)          | No Mercy (2002)                        | En battant Edge et Rey Mysterio en finale du tournoi pour devenir les champions inauguraux. | [ 2 ]     |
| 2                             | Edge et Rey Mysterio                                             | 1         | 5 novembre 2002   | 12               | Manchester (New Hampshire)            | SmackDown!                             | Remporte les titres dans un Two Out of Three Falls match. Episode diffusé le 7 novembre. | [ 3 ]     |
| 3                             | Los Guerreros (Chavo Guerrero et Eddie Guerrero)                 | 1         | 17 novembre 2002  | 79               | New York (New York)                   | Survivor Series (2002)                 | Remporte le titre dans un Triple Threat Elimination Tag Team match qui inclut également Kurt Angle et Chris Benoit. | [ 4 ]     |
| 4                             | Team Angle (Shelton Benjamin et Charlie Haas)                    | 1         | 4 février 2003    | 103              | Philadelphie (Pennsylvanie)           | SmackDown!                             | Episode diffusé le 6 février. | [ 5 ]     |
| 5                             | Eddie Guerrero (2) et Tajiri                                     | 1         | 18 mai 2003       | 44               | Charlotte (Caroline du Nord)          | Judgment Day (2003)                    | Remporte le titre dans un Ladder match. Tajiri remplaçait Chavo Guerrero blessé. Eddie Guerrero devient le 1er catcheur à gagner deux fois les ceintures. | [ 6 ]     |
| 6                             | The World's Greatest Tag Team (Shelton Benjamin et Charlie Haas) | 2         | 1er juillet 2003  | 77               | Rochester (New York)                  | SmackDown!                             | Shelton Benjamin et Charlie Haas deviennent les 2e et 3e catcheur à gagner deux fois les ceintures et ils deviennent la 1er équipes à gagner deux fois les ceintures. Episode diffusé le 3 juillet. Le premier règne du duo était lorsqu'ils étaient membre du clan de la Team Angle (le 4e règne de l'histoire du titre). | [ 7 ]     |
| 7                             | Los Guerreros (Chavo Guerrero (2) et Eddie Guerrero (3))         | 2         | 16 septembre 2003 | 35               | Raleigh (Caroline du Nord)            | SmackDown!                             | Eddie Guerrero devient le 1er catcheur à gagner trois fois les ceintures et Chavo Guerrero devient le 4e catcheur à gagner deux fois les ceintures et ils deviennent la 2e équipes à gagner deux fois les ceintures. Episode diffusé le 18 septembre. | [ 8 ]     |
| 8                             | The Basham Brothers (Danny et Doug)                              | 1         | 21 octobre 2003   | 105              | Albany (New York)                     | SmackDown!                             | Episode diffusé le 23 octobre. | [ 9 ]     |
| 9                             | Too Cool (Rikishi et Scotty 2 Hotty)                             | 1         | 3 février 2004    | 77               | Cleveland (Ohio)                      | SmackDown!                             | Episode diffusé le 5 février. | [ 10 ]    |
| 10                            | Charlie Haas (3) et Rico                                         | 1         | 20 avril 2004     | 56               | Kelowna (Colombie-Britannique) Canada | SmackDown!                             | Charlie Haas devient le 2e catcheur à gagner trois fois les ceintures. Episode diffusé le 22 avril. | [ 11 ]    |
| 11                            | The Dudley Boyz (Bubba Ray et D-Von)                             | 1         | 15 juin 2004      | 21               | Rosemont (Illinois)                   | SmackDown!                             | Episode diffusé le 17 juin. | [ 12 ]    |
| 12                            | Billy Kidman et Paul London                                      | 1         | 6 juillet 2004    | 63               | Winnipeg (Manitoba) Canada            | SmackDown!                             | Episode diffusé le 8 juillet. | [ 13 ]    |
| 13                            | René Duprée et Kenzo Suzuki                                      | 1         | 7 septembre 2004  | 91               | Tulsa (Oklahoma)                      | SmackDown!                             | Episode diffusé le 9 septembre. | [ 14 ]    |
| 14                            | Rey Mysterio (2) et Rob Van Dam                                  | 1         | 7 décembre 2004   | 35               | Greenville (Caroline du Sud)          | SmackDown!                             | Rey Mysterio devient le 5e catcheur à gagner deux fois les ceintures. Episode diffusé le 9 décembre. | [ 15 ]    |
| 15                            | The Basham Brothers (Danny et Doug Basham)                       | 2         | 11 janvier 2005   | 40               | Tampa (Floride)                       | SmackDown!                             | Remporte le titre dans un Fatal-Four Way Elimination Tag team match qui inclut également les équipes de Mark Jindrak et Luther Reigns ainsi que Booker T et Eddie Guerrero. Danny et Doug Basham deviennent les 6e et 7e catcheurs à gagner deux fois les ceintures et ils deviennent la 3e équipes à gagner deux fois les ceintures. Episode diffusé le 13 janvier. | [ 16 ]    |
| 16                            | Eddie Guerrero (4) et Rey Mysterio (3)                           | 1         | 20 février 2005   | 57               | Pittsburgh (Pennsylvanie)             | No Way Out (2005)                      | Eddie Guerrero devient le 1er catcheur à gagner quatre fois les ceintures et Rey Mysterio devient le 3e catcheur à gagner trois fois les ceintures. | [ 17 ]    |
| 17                            | MNM (Joey Mercury et Johnny Nitro)                               | 1         | 18 avril 2005     | 97               | New York (New York)                   | SmackDown!                             | Episode diffusé le 21 avril. | [ 18 ]    |
| 18                            | The Legion of Doom (Road Warrior Animal et Heidenreich)          | 1         | 24 juillet 2005   | 93               | Buffalo (New York)                    | The Great American Bash (2005)         | En battant NMN, Road Warrior Animal remporte son troisième titre en équipes et Heidenreich son premier titre à la WWE. | [ 19 ]    |
| 19                            | MNM (Joey Mercury et Johnny Nitro)                               | 2         | 25 octobre 2005   | 49               | Daly City (Californie)                | SmackDown!                             | Remporte le titre dans un Fatal Four Way Tag Team match qui incluait également The Mexicools (Super Crazy et Psicosis) ainsi que Paul Burchill et William Regal. Joey Mercury et Johnny Nitro deviennent les 8e et 9e catcheurs à gagner deux fois les ceintures et ils deviennent la 4e équipes à gagner deux fois les ceintures. Episode diffusé le 28 octobre. | [ 20 ]    |
| 20                            | Batista et Rey Mysterio (4)                                      | 1         | 13 décembre 2005  | 14               | Springfield (Massachusetts)           | SmackDown!                             | Rey Mysterio devient le 2e catcheur à gagner quatre fois les ceintures. Episode diffusé le 16 décembre. | [ 21 ]    |
| 21                            | MNM (Joey Mercury et Johnny Nitro)                               | 3         | 27 décembre 2005  | 145              | Uncasville (Connecticut)              | SmackDown!                             | Joey Mercury et Johnny Nitro deviennent les 4e et 5e catcheurs à gagner trois fois les ceintures et ils deviennent la 1er équipes à gagner trois fois les ceintures. Episode diffusé le 30 décembre. | [ 22 ]    |
| 22                            | Paul London (2) et Brian Kendrick                                | 1         | 21 mai 2006       | 331              | Phoenix (Arizona)                     | Judgment Day (2006)                    | Paul London devient 10e catcheur à gagner deux fois les ceintures. | [ 23 ]    |
| 23                            | Deuce 'N Domino (Deuce et Domino)                                | 1         | 17 avril 2007     | 133              | Milan ( Italie)                       | SmackDown!                             | Episode diffusé le 20 avril. | [ 24 ]    |
| 24                            | Matt Hardy et MVP                                                | 1         | 28 août 2007      | 77               | Albany (New York)                     | SmackDown!                             | Episode diffusé le 31 août. | [ 25 ]    |
| ECW                           |                                                                  |           |                   |                  |                                       |                                        | |           |
| 25                            | The Miz et John Morrison (4)                                     | 1         | 13 novembre 2007  | 250              | Wichita (Kansas)                      | SmackDown!                             | Le titre est désormais partagé entre la division de la ECW et de SmackDown. John Morrison devient le 3e catcheur à gagner quatre fois les ceintures. Episode diffusé le 16 novembre. Les trois premiers règnes de John Morrison était sous le nom de John Nitro. | [ 26 ]    |
| SmackDown                     |                                                                  |           |                   |                  |                                       |                                        | |           |
| 26                            | Curt Hawkins et Zack Ryder                                       | 1         | 20 juillet 2008   | 63               | Uniondale (New York)                  | The Great American Bash (2008)         | Remporte le titre dans un Fatal Four Way Tag Team match qui incluait Finlay et Hornswoggle et Jesse et Festus. | [ 27 ]    |
| World Wrestling Entertainment |                                                                  |           |                   |                  |                                       |                                        | |           |
| 27                            | The Colóns (Carlito et Primo)                                    | 1         | 21 septembre 2008 | 280              | Columbus (Ohio)                       | SmackDown                              | Episode diffusé le 26 septembre. Le 5 avril 2009 au cours de WrestleMania 25, ils unifient le championnat par équipe de la WWE avec le championnat du monde par équipe de la WWE. Le titre prendra le nom de Unified WWE Tag Team Championship | ,         |
| 28                            | Edge (2) et Chris Jericho                                        | 1         | 28 juin 2009      | 28               | Sacramento (Californie)               | The Bash (2009)                        | Remporte le titre dans un Triple Threat Tag Team match incluant The Legacy (Cody Rhodes et Ted DiBiase, Jr.). Edge devient 11e catcheur à gagner deux fois les ceintures. | [ 30 ]    |
| 29                            | Jerishow (Chris Jericho (2) et Big Show)                         | 1         | 26 juillet 2009   | 140              | Philadelphie (Pennsylvanie)           | Night of Champions (2009)              | Edge étant blessé, The Big Show prend sa place et devient le nouveau partenaire de Jericho. Chris Jericho devient 12e catcheur à gagner deux fois les ceintures. | [ 31 ]    |
| 30                            | D-Generation X (Triple H et Shawn Michaels)                      | 1         | 13 décembre 2009  | 57               | San Antonio (Texas)                   | TLC: Tables, Ladders and Chairs (2009) | Remporte le titre dans un TLC Tag Team match. | [ 32 ]    |
| 31                            | ShowMiz (The Big Show (2) et The Miz (2))                        | 1         | 8 février 2010    | 77               | Lafayette (Louisiane)                 | Raw                                    | Remporte le titre dans un Triple Threat Elimination Tag Team match qui incluait Straight Edge Society (CM Punk et Luke Gallows). Ils deviennent les 13e et 14e catcheur à gagner deux fois les ceintures. | [ 33 ]    |
| 32                            | The Hart Dynasty (David Hart Smith et Tyson Kidd)                | 1         | 26 avril 2010     | 146              | Richmond (Virginie)                   | Raw                                    | Le 16 août, le design des titres changent et il n'y a plus qu'une paire de ceintures et le titre reprendra le nom de WWE Tag Team Championship. | [ 34 ]    |
| 33                            | Cody Rhodes et Drew McIntyre                                     | 1         | 19 septembre 2010 | 35               | Rosemont (Illinois)                   | Night of Champions (2010)              | Remporte le titre dans un Tag Team Turmoil match The Usos, Santino Marella et Vladimir Kozlov et Evan Bourne and Mark Henry. | [ 35 ]    |
| 34                            | The Nexus (John Cena et David Otunga)                            | 1         | 24 octobre 2010   | 1                | Minneapolis (Minnesota)               | Bragging Rights (2010)                 | En battant Cody Rhodes et Drew McIntyre, David Otunga remporte son premier titre à la WWE et John Cena son troisième titre par équipes. | [ 36 ]    |
| 35                            | The Nexus (Heath Slater et Justin Gabriel)                       | 1         | 25 octobre 2010   | 42               | Green Bay (Wisconsin)                 | Raw                                    | Le leader du clan Wade Barrett à ordonné que les titres change de main et à obligé Otunga à s'allonger pour le tombé. | [ 37 ]    |
| 36                            | Santino Marella et Vladimir Kozlov                               | 1         | 6 décembre 2010   | 76               | Louisville (Kentucky)                 | Raw                                    | Remporte le titre dans un Fatal-Four Way Elimination Tag team match incluant l'équipe de Mark Henry et Yoshi Tatsu et The Usos. | [ 38 ]    |
| 37                            | The Corre (Heath Slater et Justin Gabriel)                       | 2         | 20 février 2011   | 1                | Oakland (Californie)                  | Elimination Chamber (2011)             | Heath Slater et Justin Gabriel deviennent les 15e et 16e catcheur à gagner deux fois les ceintures et ils deviennent la 5e équipes à gagner deux fois les ceintures. Le premier règne du duo était lorsqu'ils étaient membre du clan de la Nexus (le 35e règne de l'histoire du titre). | [ 39 ]    |
| 38                            | The Miz (3) et John Cena (2)                                     | 1         | 21 février 2011   | 0 (13 min)       | Houston (Texas)                       | Raw                                    | En battant The Corre, The Miz devient le 6e catcheur à gagner trois fois les ceintures et John Cena devient le 17e catcheur à gagner deux fois les ceintures. Il s'agit du plus court règne de l'histoire du titre. | [ 40 ]    |
| 39                            | The Corre (Heath Slater et Justin Gabriel)                       | 3         | 21 février 2011   | 57               | Houston (Texas)                       | Raw                                    | Utilisent leur clause de rematch et remportent les titres juste après les avoir perdus, grâce à une trahison du Miz sur John Cena. Heath Slater et Justin Gabriel deviennent les 7e et 8e catcheur à gagner trois fois les ceintures et ils deviennent la 2e équipes à gagner trois fois les ceintures. | [ 40 ]    |
| 40                            | Kane et Big Show (3)                                             | 1         | 19 avril 2011     | 34               | Londres ( Angleterre)                 | SmackDown                              | Big Show devient le 9e catcheur à gagner trois fois les ceintures. Episode diffusé le 22 avril. | [ 41 ]    |
| 41                            | The New Nexus (David Otunga (2) et Michael McGillicutty)         | 2         | 23 mai 2011       | 91               | Portland (Oregon)                     | Raw                                    | David Otunga devient le 18e catcheur à gagner deux fois les ceintures et ils deviennent la 6e équipes à gagner deux fois les ceintures. | [ 42 ]    |
| 42                            | Air Boom (Evan Bourne et Kofi Kingston)                          | 1         | 22 août 2011      | 146              | Edmonton (Alberta) Canada             | Raw                                    | En battant The New Nexus, Bourne remportent son premier titre à la WWE et Kingston remporte le titre pour la première fois et son deuxième titre par équipes à la WWE. | [ 43 ]    |
| 43                            | Latino Clan (Primo (2) et Epico)                                 | 1         | 15 janvier 2012   | 106              | Oakland (Californie)                  | WWE Live                               | Primo devient le 19e catcheur à gagner deux fois les ceintures. | [ 44 ]    |
| 44                            | Kofi Kingston (2) et R-Truth                                     | 1         | 30 avril 2012     | 139              | Dayton (Ohio)                         | Raw                                    | Kofi Kingston devient le 20e catcheur à gagner deux fois les ceintures. | [ 45 ]    |
| 45                            | Team Hell No (Kane (2) et Daniel Bryan)                          | 1         | 16 septembre 2012 | 245              | Boston (Massachusetts)                | Night of Champions (2012)              | Kane devient le 21e catcheur à gagner deux fois les ceintures. | [ 46 ]    |
| 46                            | The Shield (Seth Rollins et Roman Reigns)                        | 1         | 19 mai 2013       | 148              | Saint-Louis (Missouri)                | Extreme Rules (2013)                   | Il s'agissait d'un Tornado Tag Team match | [ 47 ]    |
| 47                            | Cody Rhodes (2) et Goldust                                       | 1         | 14 octobre 2013   | 104              | Saint-Louis (Missouri)                | Raw                                    | Il s'agissait d'un No Disqualification match. Cody Rhodes devient le 22e catcheur à gagner deux fois les ceintures | [ 48 ]    |
| 48                            | The New Age Outlaws (Billy Gunn et Road Dogg)                    | 1         | 26 janvier 2014   | 36               | Pittsburg (Pennsylvanie)              | Royal Rumble (2014)                    | En battant Cody Rhodes et Goldust, ils remportent les titres pour la pour la première fois et leurs sixième titres en équipes. | [ 49 ]    |
| 49                            | The Usos (Jimmy et Jey)                                          | 1         | 3 mars 2014       | 202              | Rosemont (Illinois)                   | Raw                                    | En battant New Age Outlaws, ils remportent tout les deux leurs premiers titres à la WWE. | [ 50 ]    |
| 50                            | Gold & Stardust (Goldust (2) et Stardust (3))                    | 2         | 21 septembre 2014 | 63               | Nashville (Tennessee)                 | Night of Champions (2014)              | En battant les Usos, Goldust devient le 23e catcheur à gagner deux fois les ceintures et Stardust devient le 10e catcheur à gagner trois fois les ceintures et ils deviennent la 7e équipes à gagner deux fois les ceintures. Les deux premiers règnes de Stardust était sous le nom de Cody Rhodes. | [ 51 ]    |
| 51                            | The Miz (4) et Damien Mizdow                                     | 1         | 23 novembre 2014  | 36               | Saint-Louis (Missouri)                | Survivor Series (2014)                 | Dans un Fatal-4-Way tag team match qui incluait également The Usos et Los Matadores (Diego et Fernando). The Miz devient le 4e catcheur à gagner quatre fois les ceintures. | [ 52 ]    |
| 52                            | The Usos (Jimmy et Jey)                                          | 2         | 29 décembre 2014  | 55               | Washington D.C.                       | Raw                                    | En battant The Miz et Damien Mizdow, ils deviennent les 24e et 25e catcheur à gagner deux fois les ceintures et ils deviennent la 8e équipes à gagner deux fois les ceintures. | [ 53 ]    |
| 53                            | Tyson Kidd (2) et Cesaro                                         | 1         | 22 février 2015   | 63               | Memphis (Tennessee)                   | Fastlane (2015)                        | Tyson Kidd devient le 26e catcheur à gagner deux fois les ceintures. | [ 54 ]    |
| 54                            | The New Day (Big E, Kofi Kingston (3) et Xavier Woods)           | 1         | 26 avril 2015     | 49               | Rosemont (Illinois)                   | Extreme Rules (2015)                   | Kofi Kingston devient le 11e catcheur à gagner trois fois les ceintures. | [ 55 ]    |
| 55                            | The Prime Time Players (Darren Young et Titus O'Neil)            | 1         | 14 juin 2015      | 70               | Columbus (Ohio)                       | Money in the Bank (2015)               | En battant The New Day, ils remportent tout les deux leurs premiers titres à la WWE. | [ 56 ]    |
| Raw                           |                                                                  |           |                   |                  |                                       |                                        | |           |
| 56                            | The New Day (Big E (2), Kofi Kingston (4) et Xavier Woods (2))   | 2         | 23 août 2015      | 483              | Brooklyn (New York)                   | SummerSlam (2015)                      | En battant les Prime Time Players, Lucha Dragons (Sin Cara et Kalisto) et Los Matadores dans un Fatal 4-Way Tag Team Match. Kofi Kingston devient le 5e catcheur à gagner quatre fois les ceintures, alors que Big E et Xavier Woods deviennent les 27e et 28e catcheurs à gagner deux fois les ceintures et ils deviennent la 9e équipes à gagner deux fois les ceintures. Il s'agit du règne le plus long de l'histoire des titres. Durant leur règne, le tire prendre le nom de WWE Raw Tag Team Championship à la suite du retour de la Brand Extension en juillet 2016 | [ 57 ]    |
| 57                            | The Bar (Cesaro (2) et Sheamus)                                  | 1         | 18 décembre 2016  | 42               | Pittsburgh (Pennsylvanie)             | Roadblock: End of the Line             | En battant le New Day. Cesaro devient le 29e catcheur à gagner deux fois les ceintures et Sheamus les remporte pour la première fois de sa carrière. Il s'agit de leurs premiers titres par équipe en duo. | [ 58 ]    |
| 58                            | The Club (Luke Gallows et Karl Anderson)                         | 1         | 29 janvier 2017   | 63               | San Antonio (Texas)                   | Royal Rumble (2017)                    | En battant The Bar. Ils remportent les titres pour la première fois de leurs carrières. | [ 59 ]    |
| 59                            | The Hardy Boyz (Matt Hardy (2) et Jeff Hardy)                    | 1         | 2 avril 2017      | 63               | Orlando (Floride)                     | WrestleMania 33                        | Le match devait initialement être un Triple Threat Tag Team Ladder match entre The Bar, les Good Brothers, Big Cass et Enzo Amore mais est devenu un 4-Way Tag Team Ladder match à la suite du retour des Hardy Boyz. Matt Hardy devient le 30e catcheur à gagner deux fois les ceintures, et son frère cadet Jeff les remporte pour la première fois de sa carrière. | [ 60 ]    |
| 60                            | The Bar (Cesaro (3) et Sheamus (2))                              | 2         | 4 juin 2017       | 77               | Baltimore (Maryland)                  | Extreme Rules (2017)                   | En battant les Hardy Boyz dans un Steel Cage Match. Cesaro devient le 12e catcheur à gagner trois fois les ceintures et Sheamus devient le 31e catcheur à gagner deux fois les ceintures et ils deviennent la 10e équipes à gagner deux fois les ceintures. | [ 61 ]    |
| 61                            | The Shield (Dean Ambrose et Seth Rollins (2))                    | 2         | 20 août 2017      | 78               | Brooklyn (New York)                   | SummerSlam (2017)                      | En battant The Bar, Dean Ambrose remporte les titres pour la première fois de sa carrière et devient le 8e Grand Slam Champion. Seth Rollins, de son côté, devient le 32e catcheur à gagner deux fois les ceintures et ils deviennent la 11e équipes à gagner deux fois les ceintures. | [ 62 ]    |
| 62                            | The Bar (Cesaro (4) et Sheamus (3))                              | 3         | 6 novembre 2017   | 49               | Manchester ( Angleterre)              | Raw                                    | En prenant leur revanche sur le Shield, aidés par une distraction du New Day, Cesaro devient le 6e catcheur à gagner quatre fois les ceintures. Sheamus, de son côté, devient le 13e catcheur à gagner trois fois les ceintures et ils deviennent la 3e équipes à gagner trois fois les ceintures. | [ 63 ]    |
| 63                            | Seth Rollins (3) et Jason Jordan                                 | 1         | 25 décembre 2017  | 34               | Chicago (Illinois)                    | Raw                                    | En battant The Bar, Seth Rollins devient le 14e catcheur à gagner trois fois les ceintures. Jason Jordan, quant à lui, remporte les titres pour la première fois de sa carrière et devient le premier catcheur à gagner une fois les titres par équipes de NXT, titres par équipes de SmackDown et titres par équipes de Raw. | [ 64 ]    |
| 64                            | The Bar (Cesaro (5) et Sheamus (4))                              | 4         | 28 janvier 2018   | 70               | Philadelphie (Pennsylvanie)           | Royal Rumble (2018)                    | En battant Seth Rollins et Jason Jordan, Cesaro devient le 1er catcheur à gagner cinq fois les ceintures. Sheamus, de son côté, devient le 7e catcheur à gagner quatre fois les ceintures et ils deviennent la 1er équipes à gagner quatre fois les ceintures. | [ 65 ]    |
| 65                            | Braun Strowman et Nicholas                                       | 1         | 8 avril 2018      | 1                | Nouvelle-Orléans (Louisiane)          | WrestleMania 34                        | En battant The Bar, ils remportent les titres pour la première fois de leurs carrières. Nicholas, le fils de l'arbitre John Cone choisi dans le public, devient le plus jeune champion de l'histoire de la WWE. (10 ans). | [ 66 ]    |
| —                             | Vacant                                                           | 1         | 9 avril 2018      | 18               | Nouvelle-Orléans (Louisiane)          | Raw                                    | En raison du jeune âge de Nicholas (10 ans), Braun Strowman et ce dernier sont contraints d'abandonner les ceintures. | [ 67 ]    |
| 66                            | The Deleters of Worlds (Woken Matt Hardy (3) et Bray Wyatt)      | 1         | 27 avril 2018     | 79               | Jeddah ( Arabie saoudite)             | Greatest Royal Rumble                  | En battant The Bar en finale du tournoi, Matt Hardy devient le 15e catcheur à gagner trois fois les ceintures. Bray Wyatt, de son côté, remporte les titres pour la première fois de sa carrière. | [ 68 ]    |
| 67                            | The B-Team (Bo Dallas et Curtis Axel (2))                        | 1         | 15 juillet 2018   | 50               | Pittsburgh (Pennsylvanie)             | Extreme Rules (2018)                   | En battant Woken Matt Hardy et Bray Wyatt, Bo Dallas remporte les titres pour la première fois de sa carrière. Curtis Axel, de son côté, devient le 33e catcheur à gagner deux fois les ceintures. Le premier premier règne de Curtis Axel était sous le nom de Michael McGillicutty. | [ 69 ]    |
| 68                            | Drew McIntyre (2) et Dolph Ziggler                               | 1         | 3 septembre 2018  | 49               | Columbus (Ohio)                       | Raw                                    | En battant la B-Team, Drew McIntyre devient le 34e catcheur à gagner deux fois les ceintures. Dolph Ziggler, de son côté, les remporte pour la première fois de sa carrière. | [ 70 ]    |
| 69                            | The Shield (Dean Ambrose (2) et Seth Rollins (4))                | 3         | 22 octobre 2018   | 14               | Providence (Rhode Island)             | Raw                                    | En battant Drew McIntyre et Dolph Ziggler, Dean Ambrose devient le 35e catcheur à gagner deux fois les ceintures et ils deviennent la 4e équipes à gagner trois fois les ceintures. Seth Rollins, de son côté, devient le 8e catcheur à gagner quatre fois les ceintures et double champion, puisqu'il est également WWE Intercontinental Champion. | [ 71 ]    |
| 70                            | AOP (Akam et Rezar)                                              | 1         | 5 novembre 2018   | 35               | Manchester (Angleterre)               | Raw                                    | En battant Seth Rollins dans un 2-on-1 Handicap match, ils remportent les titres pour la première fois de leurs carrières et leurs seconds titres par équipes à la WWE. | [ 72 ]    |
| 71                            | Chad Gable et Bobby Roode                                        | 1         | 10 décembre 2018  | 63               | Kansas City (Missouri)                | Raw                                    | En battant les AOP et Drake Maverick dans un 2-on-3 Handicap match, ils remportent les titres pour la première fois de leurs carrières. Chad Gable devient le second catcheur à gagner une fois les titres par équipes de NXT, titres par équipes de SmackDown et titres par équipes de Raw. | [ 73 ]    |
| 72                            | The Revival (Dash Wilder et Scott Dawson)                        | 1         | 11 février 2019   | 55               | Grand Rapids (Michigan)               | Raw                                    | En battant Bobby Roode et Chad Gable, ils remportent les titres pour la première fois de leurs carrières et leurs seconds titres par équipes. | [ 74 ]    |
| 73                            | Curt Hawkins et Zack Ryder                                       | 2         | 7 avril 2019      | 64               | East Rutherford (New York)            | WrestleMania 35                        | En battant les Revival, ils deviennent les 36e et 37e catcheurs à gagner deux fois les ceintures et ils deviennent la 12e équipes à gagner deux fois les ceintures. | [ 75 ]    |
| 74                            | The Revival (Dash Wilder et Scott Dawson)                        | 2         | 10 juin 2019      | 49               | San Jose (Californie)                 | Raw                                    | En battant les Usos, Zack Ryder et Curt Hawkins dans un Triple Threat Tag Team match, ils deviennent les 38e et 39e catcheurs à gagner deux fois les ceintures et ils deviennent la 13e équipes à gagner deux fois les ceintures. | [ 76 ]    |
| 75                            | The O.C. (Luke Gallows et Karl Anderson)                         | 2         | 29 juillet 2019   | 21               | North Little Rock (Arkansas)          | Raw                                    | En battant les Usos et les Revival dans la même stipulation, ils deviennent les 40e et 41e catcheurs à gagner deux fois les ceintures et ils deviennent la 14e équipes à gagner deux fois les ceintures. | [ 77 ]    |
| 76                            | Seth Rollins (5) et Braun Strowman (2)                           | 1         | 19 août 2019      | 27               | Saint-Paul (Minnesota)                | Raw                                    | En battant The O.C (Luke Gallows et Karl Anderson). Seth Rollins devient le 2e catcheur à gagner cinq fois les ceintures et redevient, pour la seconde fois, double champion, car il est aussi champion Universel. Braun Strowman, de son côté, devient le 42e catcheur à gagner deux fois les ceintures. | [ 78 ]    |
| 77                            | Dirty Dawgs (Dolph Ziggler (2) et Robert Roode (2))              | 1         | 15 septembre 2019 | 29               | Charlotte (Caroline du Nord)          | Clash of Champions (2019)              | En battant Braun Strowman et Seth Rollins, ils deviennent les 43e et 44e catcheurs à gagner deux fois les ceintures. | [ 79 ]    |
| 78                            | The Viking Raiders (Erik et Ivar)                                | 1         | 14 octobre 2019   | 98               | Denver (Colorado)                     | Raw                                    | En battant les Dirty Dawgs, ils remportent les titres pour la première fois de leurs carrières. | [ 80 ]    |
| 79                            | Seth Rollins (6) et Murphy                                       | 1         | 20 janvier 2020   | 42               | Wichita (Kansas)                      | Raw                                    | En battant les Viking Raiders, Seth Rollins devient le 1er catcheur à gagner six fois les ceintures, tandis que Buddy Murphy les remporte pour la première fois de sa carrière et remporte son premier titre dans le roster principal. Durant le règne le nom de Buddy Murphy sera raccourci à simplement Murphy. | [ 81 ]    |
| 80                            | The Street Profits (Angelo Dawkins et Montez Ford)               | 1         | 2 mars 2020       | 224              | Brooklyn (New Jersey)                 | Raw                                    | Remporte le titre dans un Last Chance match, ils remportent les titres pour la première fois de leur carrières et leurs seconds titres par équipes. | [ 82 ]    |
| 81                            | The New Day (Kofi Kingston (5) et Xavier Woods (3))              | 3         | 12 octobre 2020   | 69               | Orlando (Floride)                     | Raw                                    | À la suite du Draft, les Street Profits et eux échangent leurs titres respectifs. Kofi Kingston devient le 3e catcheur à gagner cinq fois les ceintures et Xavier Woods devient le 16e catcheur à gagner trois fois les ceintures et ils deviennent la 5e équipes à gagner trois fois les ceintures. | [ 83 ]    |
| 82                            | The Hurt Business (Cedric Alexander et Shelton Benjamin (3))     | 1         | 20 décembre 2020  | 85               | St. Petersburg (Floride)              | TLC: Tables, Ladders and Chairs (2020) | En battant le New Day, Shelton Benjamin devient le 17e catcheur à gagner trois fois les ceintures, tandis que Cedric Alexander les remporte pour la première fois de sa carrière et remporte son premier titre dans le roster principal. | [ 84 ]    |
| 83                            | The New Day (Kofi Kingston (6) et Xavier Woods (4))              | 4         | 15 mars 2021      | 26               | Orlando (Floride)                     | Raw                                    | En prenant leur revanche sur le Hurt Business (Cedric Alexander et Shelton Benjamin), Kofi Kingston devient le 2e catcheur à gagner six fois les ceintures et au plus grand nombre de règnes. Xavier Woods, de son côté, devient le 9e catcheur à gagner quatre fois les ceintures et ils deviennent la 2e équipes à gagner quatre fois les ceintures. Ils deviennent également l'équipe la plus titrée de l'histoire de la WWE avec 11 titres par équipes à leur palmarès et battent également le record des Dudley Boyz (10 titres).                                      | [ 85 ]    |
| 84                            | AJ Styles et Omos                                                | 1         | 10 avril 2021     | 133              | Tampa (Floride)                       | WrestleMania 37                        | En battant le New Day, ils remportent les titres pour la première fois de leurs carrières. De ce fait, AJ Styles devient le 33e Triple Crown Champion et le 15e Grand Slam Champion. | [ 86 ]    |
| 85                            | RK-Bro (Randy Orton et Riddle)                                   | 1         | 21 août 2021      | 142              | Paradise (Nevada)                     | SummerSlam (2021)                      | En battant AJ Styles et Omos, ils remportent tous deux les titres pour la première fois de leurs carrières. | [ 87 ]    |
| 86                            | Alpha Academy (Chad Gable (2) et Otis)                           | 1         | 10 janvier 2022   | 56               | Philadelphie (Pennsylvanie)           | Raw                                    | En battant RK-Bro, Chad Gable devient le 45e catcheur à gagner deux fois les ceintures, tandis qu'Otis les remporte pour la première fois de sa carrière et remporte son premier titre dans le roster principal. | [ 88 ]    |
| 87                            | RK-Bro (Randy Orton et Riddle)                                   | 2         | 7 mars 2022       | 74               | Cleveland (Ohio)                      | Raw                                    | En battant Alpha Academy, Kevin Owens et Seth "Freakin" Rollins dans un Triple Threat Tag Team match, ils deviennent les 46e et 47e catcheurs à gagner deux fois les ceintures et ils deviennent la 15e équipes à gagner deux fois les ceintures. | [ 89 ]    |
| World Wrestling Entertainment |                                                                  |           |                   |                  |                                       |                                        | |           |
| 88                            | The Usos (Jimmy et Jey)                                          | 3         | 20 mai 2022       | 316              | Grand Rapids (Michigan)               | SmackDown                              | En battant RK-Bro (Randy Orton et Riddle) dans un Winner Takes All match, aidés par les interventions extérieures de Roman Reigns et Paul Heymann, ils deviennent les 18e et 19e catcheurs à gagner trois fois les ceintures et ils deviennent la 6e équipes à gagner trois fois les ceintures, doubles champions par équipes et unifient les deux titres par équipes du roster principal. Pendant leur règne, les titres seront appelés Undisputed WWE Tag Team Championship.                                                                                              | [ 90 ]    |
| 89                            | Kevin Owens et Sami Zayn                                         | 1         | 1er avril 2023    | 154              | Inglewood (Californie)                | WrestleMania 39                        | En battant les Usos. Ils remportent les titres pour la première fois de leurs carrières. Kevin Owens devient, de ce fait, le 35e Triple Crown Champion et le 16e Grand Slam Champion | [ 91 ]    |
| 90                            | The Judgment Day (Damian Priest et Finn Bálor)                   | 1         | 2 septembre 2023  | 35               | Pittsburgh (Pennsylvanie)             | Payback (2023)                         | Remporte le titre dans un Pittsburgh Steel City Street Fight match. Ils remportent les titres pour la première fois de leurs carrières. De ce fait, Finn Bálor devient le 36e Triple Crown Champion et le 17e Grand Slam Champion. | [ 92 ]    |
| 91                            | Cody Rhodes (4) et Jey Uso (4)                                   | 1         | 7 octobre 2023    | 9                | Indianapolis (Indiana)                | Fastlane (2023)                        | En battant le Judgment Day (Damian Priest et Finn Bálor), ils deviennent les 10e et 11e catcheurs à gagner quatre fois les ceintures. | [ 93 ]    |
| 92                            | The Judgment Day (Damian Priest et Finn Bálor)                   | 2         | 16 octobre 2023   | 173              | Oklahoma City (Oklahoma)              | Raw                                    | En prenant leur revanche sur leurs mêmes adversaires, aidés par une intervention extérieure de Jimmy Uso, ils deviennent les 48e et 49e catcheurs à gagner deux fois les ceintures et ils deviennent la 16e équipes à gagner deux fois les ceintures. | [ 94 ]    |
| Raw                           |                                                                  |           |                   |                  |                                       |                                        | |           |
| 93                            | The Awesome Truth (The Miz (5) et R-Truth (2))                   | 1         | 6 avril 2024      | 79               | Philadelphie (Pennsylvanie)           | WrestleMania XL                        | En battant The Judgment Day dans un 6-Pack Tag Team Ladder match qui inclut également A-Town Down Under (Austin Theory et Grayson Waller), qui remportent les ceintures du show bleu, #DIY (Johnny Gargano et Tommaso Ciampa), The New Day (Kofi Kingston et Xavier Woods) et New Catch Republic (Pete Dunne et Tyler Bate), The Miz devient le 4e catcheur à gagner cinq fois les ceintures. R-Truth, de son côté, devient le 50e catcheur à gagner deux fois les ceintures. Durant leur règne, les titres changeront de noms pour les WWE World Tag Team Championship.    | [ 95 ]    |
| 94                            | The Judgment Day (Finn Bálor (3) et JD McDonagh)                 | 3         | 24 juin 2024      | 175              | Indianapolis (Indiana)                | Raw                                    | En battant The Awesome Truth, Finn Bálor devient le 20e catcheur à gagner trois fois les ceintures, tandis que son compatriote les remporte pour la première fois de sa carrière et ils deviennent la 7e équipes à gagner trois fois les ceintures. | [ 96 ]    |
| 95                            | The War Raiders (Ivar et Erik)                                   | 2         | 16 décembre 2024  | 124              | Boston (Massachusetts)                | Raw                                    | En prenant leurs revanches sur le Judgment Day, ils deviennent les 51e et 52e catcheur à gagner deux fois les ceintures et ils deviennent la 17e équipes à gagner deux fois les ceintures. | [ 97 ]    |
| 96                            | The New Day (Kofi Kingston (7) et Xavier Woods (5))              | 5         | 19 avril 2025     | 72               | Paradise (Nevada)                     | WrestleMania 41                        | En battant les Wars Raiders, Kofi Kingston devient le 1er (et encore aujourd'hui le seul) catcheur à gagner sept fois le titre tandis que Xavier Woods devient le 5e catcheur à gagner cinq fois le titre. Ils deviennent la 1er (et encore aujourd'hui la seul) équipes à gagner cinq fois les titres. | [ 98 ]    |
| 97                            | The Judgment Day (Finn Bálor (4) et JD McDonagh (2))             | 4         | 30 juin 2025      | 35+              | Pittsburgh (Pennsylvanie)             | Raw                                    | En battant les New Day, Finn Bálor devient le 12e catcheur à gagner quatre fois le titre tandis que JD McDonagh devient le 53e catcheur à gagner deux fois le titre. Ils deviennent la 3e équipes à gagner quatre fois les titres. | [ 99 ]    |

## Règnes combinés

### En solo
| Signe | Notes                                 |
| ----- | ------------------------------------- |
|       | Lutteur travaillant toujours à Raw    |
|       | Lutteur travaillant toujours à la WWE |
| †     | Lutteur décédé                        |

| Rang | Catcheur              | Règnes | Jours | 1re victoire   |
| ---- | --------------------- | ------ | ----- | -------------- |
| 1    | Kofi Kingston         | 7      | 984   | 22 août 2011   |
| 2    | Xavier Woods          | 5      | 699   | 26 avr. 2015   |
| 3    | Jey Uso               | 4      | 582   | 3 mars 2014    |
| 4    | Jimmy Uso             | 3      | 573   | 3 mars 2014    |
| 5    | John Morrison         | 4      | 541   | 18 avr. 2005   |
| 6    | Big E                 | 2      | 532   | 26 avr. 2015   |
| 7    | The Miz               | 5      | 442   | 13 nov. 2007   |
| 8    | Paul London           | 2      | 394   | 6 juill. 2004  |
| 9    | Primo                 | 2      | 386   | 21 sept. 2008  |
| 10   | Finn Bálor            | 4      | 418+  | 2 sept. 2023   |
| 11   | Seth Rollins          | 6      | 343   | 19 mai 2013    |
| 12   | Brian Kendrick        | 1      | 331   | 21 mai 2006    |
| 13   | Cesaro                | 5      | 301   | 22 fév. 2015   |
| 14   | Joey Mercury          | 3      | 291   | 18 avr. 2005   |
| 15   | Carlito               | 1      | 280   | 21 sept. 2008  |
| 16   | Kane                  | 2      | 279   | 19 avr. 2011   |
| 17   | Shelton Benjamin      | 3      | 265   | 4 fév. 2003    |
| 18   | Big Show              | 3      | 251   | 26 juill. 2009 |
| 19   | Daniel Bryan          | 1      | 245   | 16 sept. 2012  |
| 20   | Sheamus               | 4      | 238   | 18 déc. 2016   |
| 21   | Charlie Haas          | 3      | 236   | 4 fév. 2003    |
| 22   | Angelo Dawkins        | 1      | 224   | 2 mars 2020    |
| 22   | Montez Ford           | 1      | 224   | 2 mars 2020    |
| 24   | Ivar                  | 2      | 222   | 14 oct. 2019   |
| 24   | Erik                  | 2      | 222   | 14 oct. 2019   |
| 26   | Matt Hardy            | 3      | 219   | 28 août 2007   |
| 27   | R-Truth               | 2      | 218   | 30 avr. 2012   |
| 28   | Randy Orton           | 2      | 216   | 21 août 2021   |
| 28   | Matt Riddle           | 2      | 216   | 21 août 2021   |
| 30   | Eddie Guerrero †      | 4      | 215   | 17 nov. 2002   |
| 31   | Cody Rhodes           | 4      | 211   | 19 sept. 2010  |
| 32   | Tyson Kidd            | 2      | 209   | 26 avr. 2010   |
| 33   | Damian Priest         | 2      | 208   | 2 sept. 2023   |
| 34   | JD McDonagh           | 2      | 210+  | 24 juin 2024   |
| 35   | Chris Jericho         | 2      | 168   | 28 juin 2009   |
| 36   | Goldust               | 2      | 167   | 14 oct. 2013   |
| 37   | Kevin Owens           | 1      | 154   | 1er avr. 2023  |
| 37   | Sami Zayn             | 1      | 154   | 1er avr. 2023  |
| 39   | Roman Reigns          | 1      | 148   | 19 mai 2013    |
| 40   | David Hart Smith      | 1      | 146   | 26 avr. 2010   |
| 40   | Evan Bourne           | 1      | 146   | 22 août 2011   |
| 42   | Doug Basham           | 2      | 145   | 21 oct. 2003   |
| 42   | Danny Basham          | 2      | 145   | 21 oct. 2003   |
| 44   | Curtis Axel           | 2      | 141   | 23 mai 2011    |
| 45   | Deuce                 | 1      | 133   | 17 avr. 2007   |
| 45   | Domino                | 1      | 133   | 17 avr. 2007   |
| 45   | Omos                  | 1      | 133   | 10 avr. 2021   |
| 45   | A.J. Styles           | 1      | 133   | 10 avr. 2021   |
| 49   | Curt Hawkins          | 2      | 127   | 20 juill. 2008 |
| 49   | Zack Ryder            | 2      | 127   | 20 juill. 2008 |
| 51   | Chad Gable            | 2      | 119   | 10 déc. 2018   |
| 52   | Rey Mysterio          | 4      | 118   | 5 nov. 2002    |
| 53   | Chavo Guerrero        | 2      | 114   | 17 nov. 2002   |
| 54   | Epico                 | 1      | 106   | 15 janv. 2012  |
| 55   | Dash Wilder           | 2      | 104   | 11 fév. 2019   |
| 55   | Scott Dawson          | 2      | 104   | 11 fév. 2019   |
| 57   | Heath Slater          | 3      | 100   | 25 oct. 2010   |
| 57   | Justin Gabriel        | 3      | 100   | 25 oct. 2010   |
| 59   | Road Warrior Animal † | 1      | 93    | 24 juill. 2005 |
| 59   | Jon Heidenreich       | 1      | 93    | 24 juill. 2005 |
| 61   | David Otunga          | 2      | 92    | 24 oct. 2010   |
| 61   | Dean Ambrose          | 2      | 92    | 20 août 2017   |
| 61   | Robert Roode          | 2      | 92    | 10 déc. 2018   |
| 64   | René Duprée           | 1      | 91    | 7 sept. 2004   |
| 64   | Kenzo Suzuki          | 1      | 91    | 7 sept. 2004   |
| 66   | Cedric Alexander      | 1      | 85    | 20 déc. 2020   |
| 67   | Drew McIntyre         | 2      | 84    | 19 sept. 2010  |
| 67   | Luke Gallows          | 2      | 84    | 29 janv. 2017  |
| 67   | Karl Anderson         | 2      | 84    | 29 janv. 2017  |
| 70   | Bray Wyatt †          | 1      | 79    | 27 avr. 2018   |
| 71   | Dolph Ziggler         | 2      | 78    | 3 sept. 2018   |
| 72   | Scotty 2 Hotty        | 1      | 77    | 3 fév. 2004    |
| 72   | Rikishi               | 1      | 77    | 3 fév. 2004    |
| 72   | MVP                   | 1      | 77    | 28 août 2007   |
| 75   | Santino Marella       | 1      | 76    | 6 déc. 2010    |
| 75   | Vladimir Kozlov       | 1      | 76    | 6 déc. 2010    |
| 77   | Titus O'Neil          | 1      | 70    | 14 juin 2015   |
| 77   | Darren Young          | 1      | 70    | 14 juin 2015   |
| 79   | Billy Kidman          | 1      | 63    | 6 juill. 2004  |
| 79   | Jeff Hardy            | 1      | 63    | 2 avr. 2017    |
| 81   | Triple H              | 1      | 57    | 13 déc. 2009   |
| 81   | Shawn Michaels        | 1      | 57    | 13 déc. 2009   |
| 83   | Rico                  | 1      | 56    | 20 avr. 2004   |
| 83   | Otis                  | 1      | 56    | 10 janv. 2022  |
| 85   | Bo Dallas             | 1      | 50    | 15 juill. 2018 |
| 86   | Tajiri                | 1      | 44    | 18 mai 2003    |
| 87   | Murphy                | 1      | 42    | 20 janv. 2020  |
| 88   | Edge                  | 2      | 40    | 5 nov. 2002    |
| 89   | Road Dogg             | 1      | 36    | 26 janv. 2014  |
| 89   | Billy Gunn            | 1      | 36    | 26 janv. 2014  |
| 89   | Damien Mizdow         | 1      | 36    | 23 nov. 2014   |
| 92   | Rob Van Dam           | 1      | 35    | 7 déc. 2004    |
| 92   | Akam                  | 1      | 35    | 5 nov. 2018    |
| 92   | Rezar                 | 1      | 35    | 5 nov. 2018    |
| 95   | Jason Jordan          | 1      | 34    | 25 déc. 2017   |
| 96   | Braun Strowman        | 2      | 28    | 8 avr. 2018    |
| 97   | Bubba Ray Dudley      | 1      | 21    | 15 juin 2004   |
| 97   | D-Von Dudley          | 1      | 21    | 15 juin 2004   |
| —    | Vacant                | 1      | 18    | —              |
| 99   | Kurt Angle            | 1      | 16    | 20 oct. 2002   |
| 99   | Chris Benoit †        | 1      | 16    | 20 oct. 2002   |
| 101  | Batista               | 1      | 14    | 13 déc. 2005   |
| 102  | Nicholas              | 1      | 1     | 8 avr. 2018    |
| 102  | John Cena             | 2      | 1     | 24 oct. 2010   |

### Par équipe
| Signe | Notes                                 |
| ----- | ------------------------------------- |
|       | Lutteur travaillant toujours à Raw    |
|       | Lutteur travaillant toujours à la WWE |
| †     | Lutteur décédé                        |

| Rang | Équipes | Règnes | Jours | 1re victoire   |
| ---- | --- | ------ | ----- | -------------- |
| 1    | The New Day (Big E, Kofi Kingston , Xavier Woods ) Big E, Xavier Woods et Kofi Kingston et Xavier Woods                         | 5 2 3  | 699   | 26 avr. 2015   |
| 2    | The Usos (Jey Uso et Jimmy Uso )                                                                                                | 3      | 573   | 3 mars 2014    |
| 3    | The Judgment Day (Finn Bálor , Damian Priest , JD McDonagh ) Finn Bálor et Damian Priest Finn Bálor et JD McDonagh              | 4 2    | 418+  | 2 sept. 2023   |
| 4    | Paul London et Brian Kendrick                                                                                                   | 1      | 331   | 21 mai 2006    |
| 5    | MNM (Joey Mercury et Johnny Nitro)                                                                                              | 3      | 291   | 18 avr. 2005   |
| 6    | The Colóns (Carlito et Primo)                                                                                                   | 1      | 280   | 21 sept. 2008  |
| 7    | John Morrison et The Miz | 1      | 250   | 13 nov. 2007   |
| 8    | Team Hell No (Kane et Daniel Bryan)                                                                                             | 1      | 245   | 16 sept. 2012  |
| 9    | The Shield (Roman Reigns , Seth Rollins , Dean Ambrose) Roman Reigns et Seth Rollins et Dean Ambrose                            | 3 1 2  | 240   | 19 mai 2013    |
| 10   | The Bar (Sheamus et Cesaro) | 4      | 238   | 18 déc. 2016   |
| 11   | The Street Profits (Montez Ford et Angelo Dawkins )                                                                             | 1      | 224   | 2 mars 2020    |
| 12   | War Raiders (Ivar et Erik ) | 2      | 222   | 14 oct. 2019   |
| 13   | RK-Bro (Randy Orton et Riddle)                                                                                                  | 2      | 216   | 21 août 2021   |
| 14   | The World's Greatest Tag Team (Shelton Benjamin et Charlie Haas)                                                                | 2      | 180   | 4 fév. 2003    |
| 15   | Gold & Stardust (Goldust et Stardust )                                                                                          | 2      | 167   | 14 oct. 2013   |
| 16   | Kevin Owens et Sami Zayn | 1      | 154   | 1er avr. 2023  |
| 17   | The Hart Dynasty (Tyson Kidd et David Hart Smith)                                                                               | 1      | 146   | 26 avr. 2010   |
| 17   | Air Boom (Evan Bourne et Kofi Kingston )                                                                                        | 1      | 146   | 22 août 2011   |
| 19   | Basham Brothers (Doug et Danny)                                                                                                 | 2      | 145   | 21 oct. 2003   |
| 20   | JeriShow (Chris Jericho et Big Show)                                                                                            | 1      | 140   | 26 juill. 2009 |
| 21   | Kofi Kingston et R-Truth | 1      | 139   | 30 avr. 2012   |
| 22   | Deuce 'N Domino (Deuce et Domino)                                                                                               | 1      | 133   | 17 avr. 2007   |
| 22   | AJ Styles et Omos | 1      | 133   | 10 avr. 2021   |
| 24   | Curt Hawkins et Zack Ryder | 2      | 127   | 20 juill. 2008 |
| 25   | Los Guerreros (Eddie † et Chavo)                                                                                                | 2      | 114   | 17 nov. 2002   |
| 26   | Latino Clan (Primo et Epico) | 1      | 106   | 15 janv. 2012  |
| 27   | The Revival (Dash Wilder et Scott Dawson)                                                                                       | 2      | 104   | 11 fév. 2019   |
| 28   | The Nexus/The Corre (Justin Gabriel et Heath Slater)                                                                            | 3      | 100   | 25 oct. 2010   |
| 29   | The Legion of Doom (Road Warrior Animal † et Heidenreich)                                                                       | 1      | 93    | 24 juill. 2005 |
| 30   | The (New) Nexus (David Otunga, John Cena , Michael McGuilicutty) David Otunga et John Cena David Otunga et Michael McGuilicutty | 2 1    | 92    | 24 oct. 2010   |
| 31   | René Duprée et Kenzo Suzuki | 1      | 91    | 7 sept. 2004   |
| 32   | The Hurt Business (Cedric Alexander et Shelton Benjamin)                                                                        | 1      | 85    | 20 déc. 2020   |
| 33   | The O.C. (Luke Gallows et Karl Anderson)                                                                                        | 2      | 84    | 29 janv. 2017  |
| 34   | The Deleters of Worlds ("Woken" Matt Hardy et Bray Wyatt †)                                                                     | 1      | 79    | 27 avr. 2018   |
| 34   | The Awesome Truth (R-Truth et The Miz )                                                                                         | 1      | 79    | 6 avr. 2024    |
| 36   | Too Cool (Scotty 2 Hotty et Rikishi)                                                                                            | 1      | 77    | 3 fév. 2004    |
| 36   | Matt Hardy et MVP | 1      | 77    | 28 août 2007   |
| 36   | ShowMiz (Big Show et The Miz )                                                                                                  | 1      | 77    | 8 fév. 2010    |
| 39   | Santino Marella et Vladimir Kozlov                                                                                              | 1      | 76    | 6 déc. 2010    |
| 40   | The Prime Time Players (Darren Young et Titus O'Neil)                                                                           | 1      | 70    | 14 juin 2015   |
| 41   | Billy Kidman et Paul London | 1      | 63    | 6 juill. 2004  |
| 41   | Cesaro et Tyson Kidd | 1      | 63    | 22 fév. 2015   |
| 41   | Hardy Boyz (Matt Hardy et Jeff Hardy)                                                                                           | 1      | 63    | 2 avr. 2017    |
| 41   | Chad Gable et Bobby Roode | 1      | 63    | 10 déc. 2018   |
| 45   | Eddie Guerrero † et Rey Mysterio                                                                                                | 1      | 57    | 20 fév. 2005   |
| 45   | D-Generation X (Shawn Michaels et Triple H)                                                                                     | 1      | 57    | 13 déc. 2009   |
| 47   | Charlie Haas et Rico | 1      | 56    | 20 avr. 2004   |
| 47   | Alpha Academy (Chad Gable et Otis )                                                                                             | 1      | 56    | 10 janv. 2022  |
| 49   | The B-Team (Curtis Axel et Bo Dallas )                                                                                          | 1      | 50    | 15 juill. 2018 |
| 50   | Dolph Ziggler et Drew McIntyre                                                                                                  | 1      | 49    | 3 sept. 2018   |
| 51   | Eddie Guerrero † et Tajiri | 1      | 44    | 18 mai 2003    |
| 52   | Seth Rollins et Murphy | 1      | 42    | 20 janv. 2020  |
| 53   | The New Age Outlaws (Billy Gunn et Road Dogg)                                                                                   | 1      | 36    | 26 janv. 2014  |
| 53   | The Miz et Damien Mizdow | 1      | 36    | 23 nov. 2014   |
| 55   | Rey Mysterio et Rob Van Dam | 1      | 35    | 7 déc. 2004    |
| 55   | Drew McIntyre et Cody Rhodes | 1      | 35    | 19 sept. 2010  |
| 55   | AOP (Akam et Rezar) | 1      | 35    | 5 nov. 2018    |
| 58   | Big Show et Kane | 1      | 34    | 19 avr. 2011   |
| 58   | Seth Rollins et Jason Jordan | 1      | 34    | 25 déc. 2017   |
| 60   | Dirty Dawgs (Robert Roode et Dolph Ziggler)                                                                                     | 1      | 29    | 15 sept. 2019  |
| 61   | Edge et Chris Jericho | 1      | 28    | 28 juin 2009   |
| 62   | Seth Rollins et Braun Strowman                                                                                                  | 1      | 27    | 19 août 2019   |
| 63   | The Dudley Boyz (Bully Ray et D-Von)                                                                                            | 1      | 21    | 15 juin 2004   |
| —    | Vacant | 1      | 18    | —              |
| 64   | Kurt Angle et Chris Benoit † | 1      | 16    | 20 oct. 2002   |
| 65   | Batista et Rey Mysterio | 1      | 14    | 13 déc. 2005   |
| 66   | Edge et Rey Mysterio | 1      | 12    | 5 nov. 2002    |
| 67   | Cody Rhodes et Jey Uso | 1      | 9     | 7 oct. 2023    |
| 68   | Braun Strowman et Nicholas | 1      | 1     | 8 avr. 2018    |
| 69   | John Cena et The Miz | 1      | 0     | 21 fév. 2011   |

## Statistiques
| Record                                       | Détenteur du record                              | Chiffre   |
| -------------------------------------------- | ------------------------------------------------ | --------- |
| Le plus grand nombre de règnes par équipe    | The New Day (Big E, Kofi Kingston, Xavier Woods) | 5 fois    |
| Le plus grand nombre de règnes en individuel | Kofi Kingston                                    | 7 fois    |
| Règne le plus long                           | The New Day                                      | 483 jours |
| Règne le plus court                          | John Cena et The Miz                             | 13 min    |
| Champion le plus âgé                         | R-Truth                                          | 52 ans    |
| Champion le plus jeune                       | Nicholas                                         | 10 ans    |